# Адолф Брудес
Адолф Брудес (на германски Adolf Brudes) е бивш пилот от Формула 1.
Роден на 15 октомври 1899 година в Котулин, Полша.

## Формула 1
Адолф Брудес прави своя дебют във Формула 1 в голямата награда на Германия през 1952 година. В световния шампионат записва 1 състезания, като не успява да спечели точки. Състезава се с частен Веритас.